# Rudolf Haider
Rudolf Haider (geboren am 26. Juli 1896 in Wien; gestorben am 21. Juni 1944 ebenda) war ein österreichischer Maurergeselle, Feuerwehrmann und Widerstandskämpfer gegen das NS-Regime. Er wurde von der NS-Justiz zum Tode verurteilt und im Wiener Landesgericht hingerichtet.

## Leben und Werk
Haider arbeitete bei der Wiener Feuerschutzpolizei und gehörte einer kommunistischen Widerstandsgruppe an. Während von 13. bis 25. März 1944 einer Gruppe von 47  Feuerwehrmännern im Widerstand ein Schauprozess vor dem Obersten SS- und Polizeigericht der Prozess gemacht wurde, während dessen sich sein Kollege Josef Schwaiger durch Erhängen in seiner Zelle das Leben nahm, wurde Haider in einem gesonderten Verfahren gemeinsam mit fünf weiteren Angeklagten zum Tode verurteilt.
Die Hinrichtung von Rudolf Haider erfolgte durch das Fallbeil.

## Gedenken

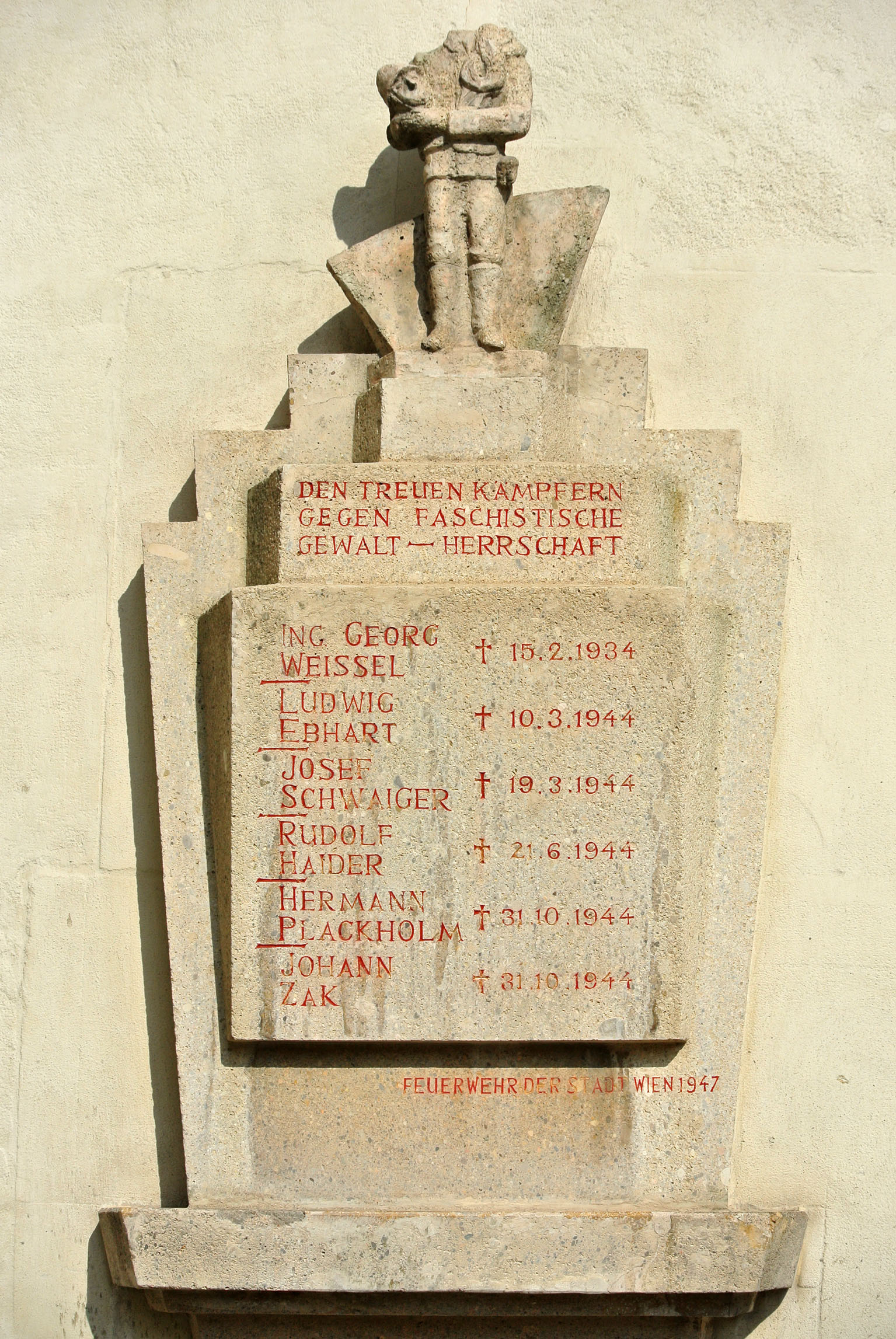
Gedenkstein an der Zentralfeuerwache Am Hof, Wien Innere Stadt

Seit 1947 erinnert das Denkmal für die vom Faschismus ermordeten Feuerwehrmänner an der Wiener Feuerwehrzentrale Am Hof an den Widerstandskämpfer gegen den Austrofaschismus Georg Weissel und an fünf Opfer der NS-Justiz, die Kommunisten Ludwig Ebhart, Rudolf Haider, Hermann Plackholm, Josef Schwaiger und Johann Zak. Das Denkmal wurde von Mario Petrucci gestaltet und zeigt einen enthaupteten Feuerwehrmann, der seinen Kopf im rechten Arm hält.
Haiders Name findet sich auch auf der Gedenktafel im ehemaligen Hinrichtungsraum des Wiener Landesgerichts.  Er ist in der Schachtgräberanlage der Gruppe 40 (Reihe 21/Grab 218) des Wiener Zentralfriedhofes bestattet.

## Nachweise
1. ↑  Nachkriegsjustiz, abgerufen am 15. März 2015.

| Personendaten    | Personendaten                                                                                      |
| ---------------- | -------------------------------------------------------------------------------------------------- |
| NAME             | Haider, Rudolf                                                                                     |
| KURZBESCHREIBUNG | österreichischer Maurergehilfe und Feuerwehrmann, Widerstandskämpfer gegen den Nationalsozialismus |
| GEBURTSDATUM     | 26. Juli 1896                                                                                      |
| GEBURTSORT       | Wien                                                                                               |
| STERBEDATUM      | 21. Juni 1944                                                                                      |
| STERBEORT        | Wien                                                                                               |